# Neufmanil
Neufmanil é uma comuna francesa na região administrativa de Grande Leste, no departamento das Ardenas. Estende-se por uma área de km², com 1200 habitantes, com uma densidade de 67 hab/km².